# صف پیغام

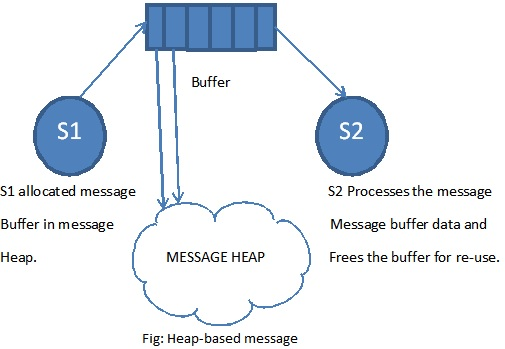
در این صف پیام مبتنی بر پشته، فرستنده همیشه هیپ را تخصیص می دهد و گیرنده همیشه تخصیص می دهد. صف پیام پشته ایمن و بسیار کارآمدتر کار می کند.

در علوم رایانه، صف پیغام (به انگلیسی: Message queue) روشی است برای برقراری ارتباط بین چند فرایند یا بین چند ریسه، به طوری که همگی آن ریسه‌ها در یک فرایند قرار دارند. در این روش، فرایندها یا ریسه‌ها از یک صف یا لیست پیوندی به منظوری برقراری ارتباط و پیام‌رسانی استفاده می‌کنند که این صف یا لیست پیوندی در هسته سیستم‌عامل قرار دارد. صف‌های پیغام یک نوع پروتکل ارتباطی ناهمگام را فراهم می‌کنند، به این معنی که فرستنده و گیرنده مجبور نیستند هر دو به شکل همزمان با صف پیغام تعامل داشته باشند. فرستنده می‌تواند در یک زمان دلخواه پیام را در صف قرار دهد و گیرنده هم می‌تواند در هر زمان دلخواهی آن را از صف بردارد. پیغام‌هایی که توسط فرستنده در صف قرار می‌گیرند، در همان‌جا باقی می‌مانند تا اینکه گیرنده پیغام مورد نظر را از صف بردارد. صف‌های پیغام ممکن است دارای محدودیت‌هایی برای اندازه داده ارسالی یا تعداد اقلام داده موجود در صف داشته باشند.